# Мраморни колач
Мраморни колач је колач са пругастим или шареним изгледом (као мермер) који се добија врло лаганим мешањем светлог и тамног теста.  Због свог зебрастог пругастог узорка, назива се и зебра торта. Може бити мешавина ваниле и чоколадне торте, у ком случају је углавном ванила, са чоколадним траговима. 

## Историја
Мрaмор је немачка реч за мермер. Идеја је настала у Немачкој почетком 19. века.  Најранија верзија мермерног колача састојала се од куглофа, чија је једна половина била обојена меласом и зачинима да би се добило тамно тесто.  Пекари су затим почели да раде исто са тестом за бисквит. Употреба чоколаде у области Рајна-Рур у 20. веку сада је учинила ову верзију мермерне торте уобичајеном широм Немачке и Аустрије.
Колач је донет у Америку непосредно пре Грађанског рата, а термин мраморни колач је први пут забележен на енглеском језику у издању часописа Illinois State Chronicle 29. септембра 1859. Једна популарна варијација овог рецепта током викторијанског доба била је „Харлекин колач“, који се пекао са шаховским узорцима.

## Светски рекорди
Британско-амерички телевизијски водитељ Џон Оливер је 2019. представио модел мраморног колача у епизоди његове хумористичке емисије Вече са Џоном Оливером, са сликом председника Туркменистана Гурбангулија Бердимухамедова како пада са коња током трке, са намером да сатирично испали Бердимухамедову склоност ка гомилању светских рекорда. Торта је поднета Гинисовој компанији рекорда као највећи мраморни колач који приказује човека како пада са коња, али је одбијена – један од услова за сертификацију био је споразум о неомаловажавању Гиниса, укључујући и његове односе са ауторитарним режимима, што је Оливер описао као „очигледно смешно“.    